# Stephan Hoppe

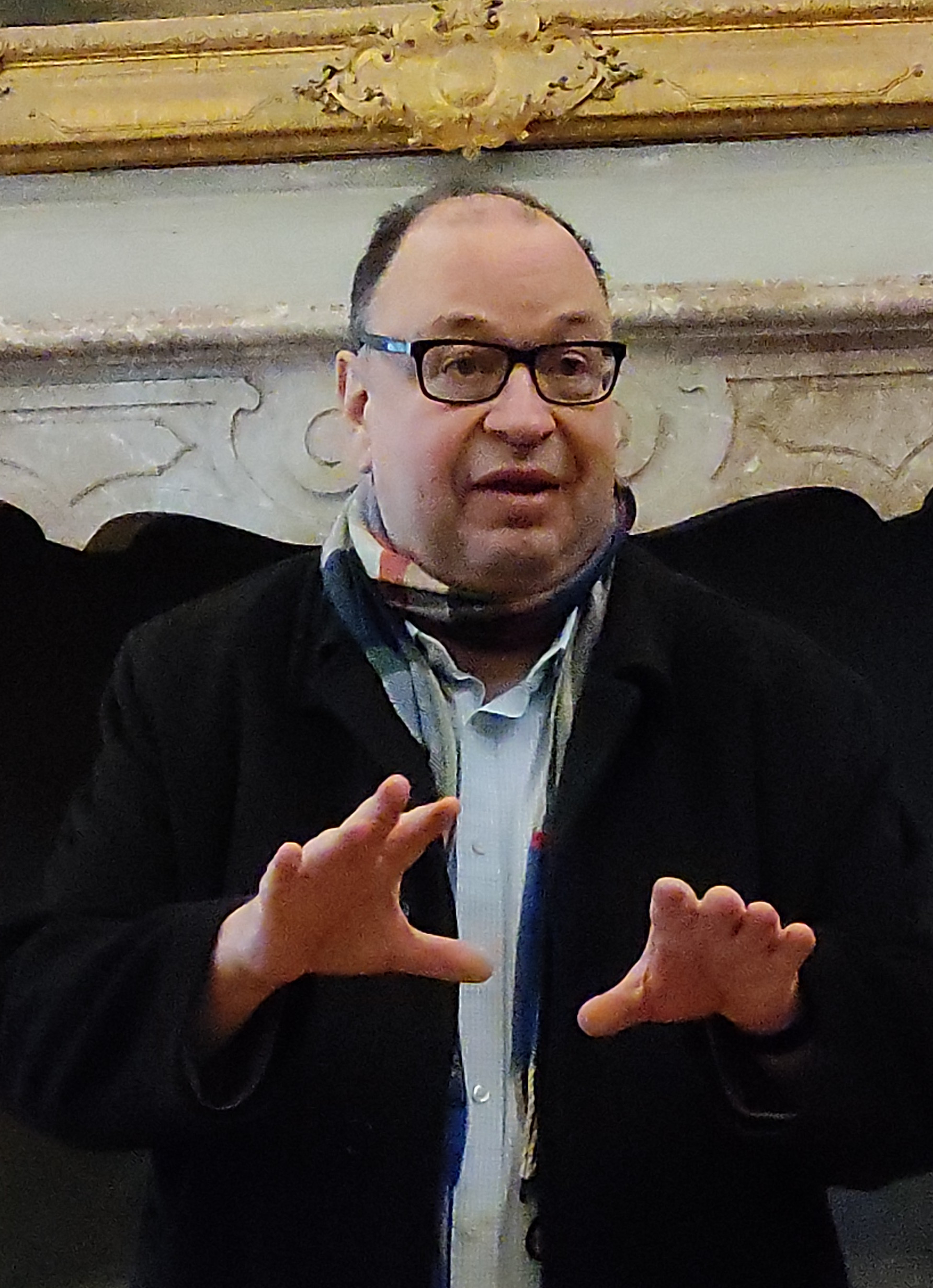
Stephan Hoppe, 2022

Stephan Hoppe (* 8. Januar 1966 in Hannover) ist ein deutscher Kunsthistoriker und Universitätsprofessor.

## Leben
Hoppe studierte Kunstgeschichte, mittelalterliche und neuere Geschichte, Geografie, und Theater-, Film- und Fernsehwissenschaften an den Universitäten zu Köln, der FU Berlin und der Rheinischen Friedrich-Wilhelms-Universität in Bonn. 1996 wurde er mit einer Arbeit zum Schlossbau der Renaissance promoviert.
Hoppe war Wissenschaftlicher Mitarbeiter und Hochschulassistent (1998 bis 2006) an den Universitäten in Dortmund und Köln. 2009 erfolgte die Habilitation. Seit 2010 lehrt er als Professor für Kunstgeschichte an der LMU München.
Arbeitsschwerpunkte sind die Architekturgeschichte des späten Mittelalters und der frühen Neuzeit, die Geschichte der Kunst in Bayern sowie Themen der Digitalen Kunstgeschichte. Er befasst sich mit der Erforschung der architektonischen Gehäuse höfischer Kultur der Renaissance nördlich der Alpen.
Seit 2015 leitet Stephan Hoppe das von der Bayerischen Akademie der Wissenschaften betreute Langzeitprojekt „Corpus der barocken Deckenmalerei in Deutschland (CbDD)“, dessen Ortslexikon er zusammen mit Hubert Locher und Matteo Burioni herausgibt.

## Gremientätigkeiten
Stephan Hoppe ist Mitbegründer des „Rudolstädter Arbeitskreises für Residenzkultur“ und wurde 2017 zum Zweiten Vorsitzenden gewählt.
2017 wurde Stephan Hoppe in die Kommission für bayerische Landesgeschichte bei der Bayerischen Akademie der Wissenschaften in München aufgenommen.
Er ist Ordentliches Mitglied des Instituts für Bayerische Geschichte.
Stephan Hoppe gehört zu den Sprecherinnen und Sprechern des „Arbeitskreises für Digitale Kunstgeschichte“, und arbeitet in der „Arbeitsgruppe Digitale Rekonstruktion“ im Verband der Digital Humanities im deutschsprachigen Raum mit.
Er gehört u. a. dem Leitungsgremium des Langzeitforschungsprojektes „Residenzstädte im Alten Reich (1300–1800)“ der Akademie der Wissenschaften zu Göttingen an.
Seit 2016 hat er die Chefredaktion des interdisziplinären Periodikums „Burgen und Schlösser – Zeitschrift für Burgenforschung und Denkmalpflege“ inne.
Stephan Hoppe gehört zu den Mitbegründern der Buchreihe Computing in Art and Architecture, die nach den Idealen des Open Access bei arthistoricum.net erscheint.
Stephan Hoppe ist Mitglied des wissenschaftlichen Beirates der Klassik Stiftung Weimar und des Forschungsverbunds Marbach Weimar Wolfenbüttel.

## Publikationen (Auswahl)
- Stephan Hoppe: Die funktionale und räumliche Struktur des frühen Schloßbaus in Mitteldeutschland. Untersucht an Beispielen landesherrlicher Bauten der Zeit zwischen 1470 und 1570. Köln 1996.
- Norbert Nußbaum, Claudia Euskirchen, Stephan Hoppe (Hrsg.): Wege zur Renaissance. Beobachtungen zu den Anfängen neuzeitlicher Kunstauffassung im Rheinland und den Nachbargebieten um 1500 (= 1. Sigurd Greven-Kolloquium zur Renaissanceforschung). Köln 2003.
- Stephan Hoppe: Was ist Barock? Architektur und Städtebau Europas 1580–1770. Darmstadt 2003.
- Stephan Hoppe, Norbert Nußbaum, Matthias Müller (Hrsg.): Stil als Bedeutung in der nordalpinen Renaissance. Wiederentdeckung einer methodischen Nachbarschaft (= 2. Sigurd Greven-Kolloquium zur Renaissanceforschung). Regensburg 2008.
- Frank Büttner, Meinrad von Engelberg, Stephan Hoppe, Eckhard Hollmann (Hrsg.): Geschichte der bildenden Kunst in Deutschland. Band 5: Barock und Rokoko. München, Berlin, London, New York 2008.
- Stephan Hoppe, Alexander Markschies, Norbert Nußbaum (Hrsg.): Städte, Höfe und Kulturtransfer. Studien zur Renaissance am Rhein (= 3. Sigurd Greven-Kolloquium zur Renaissanceforschung). Regensburg 2010.
- Stephan Hoppe, Stefan Breitling (Hrsg.): Virtual Palaces, Part II. Lost Palaces and their Afterlife. Virtual Reconstruction between Science and Media. München 2016. Open-Access-Publikation Download bei ART-Books der UB Heidelberg
- Stephan Hoppe, Hubert Locher, Matteo Burioni (Hrsg.): Digitale Raumdarstellung. Barocke Deckenmalerei und Virtual Reality. Heidelberg 2020, doi:10.11588/arthistoricum.774 Open-Access-Version
- Stephan Hoppe, Heiko Laß, Herbert Karner (Hrsg.): Deckenmalerei um 1700 in Europa. Höfe und Residenzen. München 2020.